# Hirtella excelsa
Hirtella excelsa är en tvåhjärtbladig växtart som beskrevs av Ghillean `Iain' Tolmie Prance och Paul Carpenter Standley. Hirtella excelsa ingår i släktet Hirtella och familjen Chrysobalanaceae. Inga underarter finns listade i Catalogue of Life.